# اوبرکیرن
اوبرکیرن (به آلمانی: Oberkirn) یک شهر در آلمان است که در بیرکنفلد واقع شده‌است. اوبرکیرن ۳۵۶ نفر جمعیت دارد.